# Saincaize-Meauce
Saincaize-Meauce è un comune francese di 433 abitanti situato nel dipartimento della Nièvre nella regione della Borgogna-Franca Contea.

## Società

### Evoluzione demografica
Abitanti censiti